# 西村嘉郎
西村 嘉郎（にしむら よしお、1937年〈昭和12年〉3月1日 - 2022年〈令和4年〉12月2日）は、日本のテレビプロデューサー。朝日放送グループホールディングス常勤特別顧問。
朝日放送（ABC、現：朝日放送グループHD）の常務取締役、代表取締役社長、取締役相談役等を歴任した。
名前の読みを「にしむら よしろう」とする資料もある。

## 来歴・人物
大阪府大阪市生まれ。兵庫県立西宮高等学校を卒業後、約1年郵便局へ務めた後、朝日新聞社の調査部で勤務しながら関西大学（以下、関大）文学部（二部）哲学科に在学した。
1958年4月に関大在学のままABCへ入社（関大は、入社後の1960年に卒業）。1964年より運動部（後のスポーツ局）へ配属され、1970年11月にテレビの制作部署へ異動し1995年3月までの間、視聴者参加型番組や演芸番組の制作に携わった。その間、1992年3月よりテレビ本部テレビ制作局制作部長、1994年2月よりテレビ制作局長を務めた。
1995年4月にテレビ編成局長へ就任し、制作現場を離れる。1997年3月より役員待遇として関連会社のサテライトエー・ビー・シー（後のスカイ・エー）へ出向し6月より代表取締役社長を務めた（ABC取締役を兼務）。2001年6月より常務取締役を務め、2002年6月に代表取締役社長へ就任。2008年6月26日に社長を退任し相談役へ就任。2009年6月25日をもって、任期満了に伴い相談役を退任した。相談役退任後は、常勤特別顧問を務める。
ABCの役員を務める一方、ABCのテレビネットキー局であるテレビ朝日取締役（2003年6月 - 2009年）、民間放送教育協会の非常勤理事、NPO法人ニューウエーブ大阪理事長、近畿情報通信協議会会長、関西大学客員教授も歴任。ABCゴルフ倶楽部理事長も務めている。
2011年、旭日中綬章を受章。
2022年12月2日、大阪市内の病院で死去した。85歳没。死没日付をもって従四位に叙された。

## 作品

### テレビ番組
- 仁鶴・きよしのただいま恋愛中
- 新婚さんいらっしゃい!
- プロポーズ大作戦（プロデューサー）
- 探偵!ナイトスクープ（チーフプロデューサー）
- 食卓の大冒険
- 合コン!合宿!解放区（製作）
- 石坂浩二の世界うらもおもても 他

### 映画
製作委員会
- 千年の恋 ひかる源氏物語（2001年） - 「千年の恋」プロジェクト委員会としてクレジット

製作
- 血と骨（2004年）
- 北の零年（2004年）
- 映画 ふたりはプリキュア Max Heart（2005年）
- まぼろしの邪馬台国（2008年）

その他　
- ビートキッズ（2004年）
- CASSHERN（2004年） - 製作代表としてクレジット